# Chauliodus testa
A Chauliodus testa a csontos halak (Osteichthyes) főosztályának sugarasúszójú halak (Actinopterygii) osztályába, ezen belül a nagyszájúhal-alakúak (Stomiiformes) rendjébe és a mélytengeri viperahalfélék (Stomiidae) családjába tartozó fosszilis faj.

## Tudnivalók
A Chauliodus testa a mélytengeri viperahalfélék egyik fosszilis faja, amely a késő miocén korszak idején élt, azon a helyen ahol manapság a Szahalin nevű sziget fekszik. Ennek a halnak a maradványait, eme oroszországi sziget nyugati felén találták meg.
A vizsgálatok szerint ez az őshal a mai rokonai közül leginkább a Chauliodus macouni fajra hasonlít.

## Fordítás
- Ez a szócikk részben vagy egészben  a   Chauliodus testa című angol Wikipédia-szócikk ezen változatának fordításán alapul.  Az eredeti cikk szerkesztőit annak laptörténete sorolja fel. Ez a jelzés csupán a megfogalmazás eredetét és a szerzői jogokat jelzi, nem szolgál a cikkben szereplő információk forrásmegjelöléseként.